# Dar'ja Kuril'čuk
Dar'ja Viktorovna Kuril'čuk (in russo Дарья Викторовна Курильчук?; Samara, 14 febbraio 1998) è una cestista russa.

## Carriera
Con la Russia ha disputato i Campionati europei del 2021.